# Jaap Eden Trofee 1992
22 Jaap Eden Trofee 1992 was een schaatsmarathon. Het is de tweeëntwintigste editie van de Jaap Eden Trofee die werd gehouden op zaterdag 24 oktober 1992 en plaatsvond op de Jaap Edenbaan in Amsterdam. De winnaar van de tweeëntwintigste editie was bij de mannen Hans Pieterse, het zilver was voor Fausto de Oliveira Marreiros en het brons voor Arnold Stam. De winnaar van de achtste editie bij de vrouwen Alida Pasveer, het zilver was voor Boukje Keulen en het brons voor Harriët Berkhoff.

## Podia
| Klasse              | Eerste        | Tweede                       | Derde            |
| ------------------- | ------------- | ---------------------------- | ---------------- |
| Top-divisie mannen  | Hans Pieterse | Fausto de Oliveira Marreiros | Arnold Stam      |
| Top-divisie vrouwen | Alida Pasveer | Boukje Keulen                | Harriët Berkhoff |

## Uitslag Top-divisie mannen[1]
| #      | Rijder                       | Nationaliteit | Ploeg | Ronde |
| ------ | ---------------------------- | ------------- | ----- | ----- |
| Goud   | Hans Pieterse                | Nederland     |       |       |
| Zilver | Fausto de Oliveira Marreiros | Nederland     |       |       |
| Brons  | Arnold Stam                  | Nederland     |       |       |
| 4      | Albert Bakker                | Nederland     |       |       |
| 5      | Erik van den Boogert         | Nederland     |       |       |
| 6      | Haico Bouma                  | Nederland     |       |       |
| 7      | Herbert Dijkstra             | Nederland     |       |       |
| 8      | Henk Angenent                | Nederland     |       |       |
| 9      | Peter de Vries               | Nederland     |       |       |
| 10     | Piet Kleine                  | Nederland     |       |       |
| 11     | Peter Baars                  | Nederland     |       |       |
| 12     | Evert van Benthem            | Nederland     |       |       |
| 13     | Arend Veenhof                | Nederland     |       |       |
| 14     | Jurgen Meijer                | Nederland     |       |       |
| 15     | Arjan Schreuder              | Nederland     |       |       |
| 16     | Jan Hopman                   | Nederland     |       |       |
| 17     | Yep Kramer                   | Nederland     |       |       |
| 18     | Lammert Huitema              | Nederland     |       |       |
| 19     | Oleg Bozjev                  | Rusland       |       |       |
| 20     | Miel Rozendaal               | Nederland     |       |       |

## Uitslag Top-divisie vrouwen[2]
| #      | Rijder             | Nationaliteit | Ploeg | Ronde |
| ------ | ------------------ | ------------- | ----- | ----- |
| Goud   | Alida Pasveer      | Nederland     |       |       |
| Zilver | Boukje Keulen      | Nederland     |       |       |
| Brons  | Harriët Berkhoff   | Nederland     |       |       |
| 4      | Elske van der Meer | Nederland     |       |       |
| 5      | Klasina Seinstra   | Nederland     |       |       |

1971 · 
1972 · 
1973 ·
1974 · 
1975 · 
1976 · 
1977 · 
1978 · 
1979 · 
1980 · 
1981 · 
1982 · 
1983 · 
1984 · 
1985 · 
1986 · 
1987 · 
1988 · 
1989 · 
1990 · 
1991 · 
1992 · 
1993 · 
1994 · 
1995 · 
1996 · 
1997 · 
1998 · 
1999 · 
2000 · 
2001 · 
2002 · 
2003 · 
2004 · 
2005 · 
2006 · 
2007 · 
2008 · 
2009 · 
2010 · 
2011 · 
2012 · 
2013 · 
2014 · 
2015 · 
2016 · 
2017 · 
2018 · 
2019 · 
2020 ·  
2021 · 
2022 · 
2023 · 
2024